# دین‌های نوظهور
دین‌های نوظهور به آن دسته از روش‌هایی گفته می‌شود که در سده‌ها و دهه‌های اخیر به عموم معرفی شده‌اند.
دین‌های نوظهور عبارتند از:
- یونیتارین
- مورمون
- بابی
- بهائی
- راستافاری
- جوچه
- فالون گنگ
- ویکا
- اکنکار
- ساینتولوژی
- پاراگادس

## آیین بیانی
آیین بیانی یا آیین بابی به جنبش مذهبی‌ای گفته می‌شود که از سال ۱۲۵۹ قمری تا ۱۲۶۸ قمری به رهبری سید علی‌محمد باب در ایران رونق گرفت. این جنبش در ادامه به کشور عثمانی (ترکیه کنونی) تبعید شد. در آنجا برخی درآیین بیانی باقی ماندند و برخی دیگر به دنبال دعوی بهاءالله به آیین بهایی گرویدند. بخشی از بیانی‌ها که به آئین بهایی نگرویدند، جانشینی صبح ازل برای باب را پذیرفتند. این گروه از بابیان خود را ازلی یا بیانی می‌دانند. سید علی محمد باب در کتاب بیان پیروانش خود را اهل بیان می‌خواند.
باب با کمال ایمان و صداقت دربارهٔ اسلام و بزرگان این آیین صحبت می‌کند و همه جا با احترام شایسته از آنان نام می‌برد ولی دوره حکومت اسلام را فقط هزارسال می‌داند یعنی می‌گوید:دویست و شصت سال مدت نزول قرآن و تجلی اخبار معصومین است و پس ازغیبت امام در سال ۲۶۰ هجری قمری که پایان دوره اسلام بود فرا رسید و من ظاهر شدم.
سیدعلی محمد باب در اثبات این عقیده به چند آیه قرآن تمسک کرده‌است:
- یدبر الامر من السماء الی الارض ثم یعرج الیه کان مقداره الف سنة ممّا تعدون (سوره سجده، آیه ۵)
- و یستعجلونک بالعذاب و لن یخلف الله وعده و ان یوماً عند ربک کالف سنةٍ ممّا تعدون (سوره حج، آیه ۴۷)
- یقولون متی هذا الوعد ان کنتم صادقین. قل لکم میعاد یومٍ لاتستخرون عنهُ ساعة و لاتستقدمون(سوره سبأ، آیات ۲۸و۲۹)[۱]

پروفسورادوارد براون به نقل از باب می‌نویسد:
 هیچ ظهوری آخری نیست بلکه فقط میزانی از حقیقت را بیان می‌کند که وضعیت پیشرفت انسان او را قادر به درک آن کرده باشد.

## دین بهائی
دین بهائی آئینی است که میرزا حسینعلی نوری بنیان‌گذار آن(پیامبر) می‌باشد. بهائیان او را فرستاده خدا (پیامبر) در این دوره می‌دانند.قدمت این دین به بیش از ۲۰۰ سال پیش برمیگردد.این دین مانند اسلام و مسیحیت یک کتاب داراست که به آن کتاب اقدس گفته میشود.
مرکز بهائیان در حیفا واقع شده‌است. شمار پیروان این دین بیش از هشت میلیون و پانصد و سی و یک هزار نفر برآورد شده‌است.
از نظر پراکندگی جغرافیایی بعد از مسیحیت دومین دین جهان است. بهائیان معتقدند که حضرت بهاءالله -بنیانگذار دین بهائی- با مدارک و شواهدی معتقدند که جدیدترین فرستاده الهی در سلسله پیامبران است.

## فالون گونگ
روش تزکیه ذهن و بدن براساس سه اصل حقیقت، نیکخواهی و بردباری است. این روش از دوران باستان نسل به نسل به صورت تزکیه پنهانی و سینه به سینه از استاد به شاگرد منتقل گردید و در سال ۱۹۹۲ توسط آقای لی هنگ‌جی در کشور چین عمومی شد.
در ۲۰ ژوئیه سال ۱۹۹۹، با توجه به تعداد بالای تمرین کنندگان این روش، حزب کمونیست چین آن را ممنوع اعلام کرد و شروع به آزار و شکنجه تمرین کنندگان این روش کرد. آزار و شکنجه تمرین کنندگان فالون گونگ همچنان تاکنون ادامه داشته و بسیاری از آنان قربانی تجارت اعضای داخلی بدن انسان‌های زنده در چین توسط حزب کمونیست چین شده‌اند و اعضای بدن آن‌ها از جمله قلب، کلیه، قرنیه، کبد را در حالی که زنده هستند از بدنشان جدا کرده و به فروش رسانده‌اند. فالون گونگ یک روش تزکیه است و دین نمی‌باشد.

## اکنکار
اِکَنکار طریقت قدیمی است که در حدود سال ۱۹۶۵ از حالت پنهانی درآمد. بنیانگذار این طریقت پال توئیچل بود. مرکز این طریقت در شهر چن‌هسن در ایالت مینه‌سوتا در آمریکا است.

## ویکا
ویکا (یا جادوورزی (ویچکرافت Witchcraft یا کرافت))، عنوانی است که یک فرقهٔ جدید دینی را با آن می‌نامند.
این جریان در سال ۱۹۴۹، زمانی که جرالد گارنر Gerald gardner کتاب خود موسوم به «راهنمای جادوی برتر» را منتشر نمود، آغاز گردید. در این کتاب او در قالب داستان‌های تاریخی آیین‌های ویکایی را معرفی می‌کند. او بعدها با همکاری شخصی به نام دورین والیانته Doreen Valiente، «ویچکرافت امروز» و «مفهوم ویچکرافت» را به ترتیب در سال‌های ۱۹۵۴ و ۱۹۵۹ منتشر کرد. هر چند شاخه‌های دیگر ویکایی نیز وجود دارند، اما شاخهٔ گارنریان و شاخهٔ دیگری موسوم به الکساندریان – به بنیانگذاری الکس ساندرز Alex Sanders – در مرکز سنت‌های ویکایی قرار دارند.

## ساینتولوژی
ساینتولوژی مجموعه‌ای از تعالیم است که ال ران هابارد نویسنده داستانهای علمی تخیلی آن را توسعه بخشید. مراحل این دین به OT معروفند و به ترتیب OT I و OT II و … نامیده می‌شوند.

## مورمون
مورمون در اصل فرقه‌ای از مسیحیت که خود را پیروان راستین عیسی مسیح می‌دانند. این فرقه با داشتن مکاشفات جدید و اضافه کردن کتاب‌های دیگر در کنار کتاب مقدس خود را از مسیحیت اصیل جدا کرد.
جوزف اسمیت، بنیانگذار فرقه مورمون در سال ۱۸۲۰ زمانی که ۱۵ ساله بود، به گفته خود رؤیایی از جانب خدا دریافت کرد که در آن به او گفته شد همه کلیساها در اشتباهند و او نباید به هیچ‌کدام بپیوندد. ژورف مجدداً در ۱۸ سالگی رؤیایی دیگر دریافت کرد که در آن از جانب فرشته‌ای به نام مورونی به او مأموریتی عظیم داده شد تا به دنبال الواح طلایی و لوحه‌های قدیمی بگردد. سرانجام در سال ۱۸۳۰ پس از به دست آوردن این الواح و ترجمه آن‌ها این کتاب‌ها به عنوان کتاب‌های مورمون‌ها انتشار یافت. گفته می‌شود او با پیدا کردن عینک مخصوص در کنار الواح طلایی و گذراندان سه سال در خلوت و در پس پرده موفق به ترجمه متون شد و در انتها الواح طلایی را به فرشته باز پس داد.